# 明镜
《明镜》（德語：Der Spiegel），常译作《明镜週刊》，是一份在德国发行的中左翼（center-left）週刊，每週的平均发行量近110万册。该杂志与《亮点》、《焦点》一起，是德国发行量最大的三份週刊。自2019年4月16日起，克莱门斯·霍格斯（Clemens Höges）担任该杂志主编。
《明镜》首期于1947年1月4日出版发行，自称是“德国最重要的且在欧洲发行量最大的新闻週刊”，办刊主旨是政治批评与严肃的政治评论。该杂志以时事新闻、图片以及对不法行为以及政治丑闻的揭露而闻名于世，是德国最重要的时事政治週刊。英国《经济学人》称《明镜週刊》是欧洲大陆最具影响力的杂志之一。
该杂志创办人鲁道夫·奥格斯坦（Rudolf Karl Augstein）曾经表示，“明镜”是民主社会的狂热捍卫者。英国《泰晤士报》称《明镜週刊》是“德意志的民主堡垒”。

## 发展历史
《明镜》杂志於1946年由英国占领军在汉诺威创办，时名《本週》（Diese Woche）。1947年，德国人接手这份杂志，1月4日，《明镜》借鉴英美的新聞雜誌，取代原来的《本週》，在德国汉诺威正式发行了第一版《明镜》杂志。奥格斯坦担任该杂志第一任主编。
杂志创刊初期，年青的编辑们就确立了《明镜》杂志的主旨：政治批评与严肃的政治评论。当时，《明镜》杂志的主管驻扎在伦敦再加上週刊的政治倾向，当时德国的其它三个占领国对週刊的发行给予了极大的压力，所以杂志不得已还是用以前的《本週》作为杂志名出版发行。
从1947年1月4日第一版《明镜》出版以来，奥格斯坦一直是週刊的總編輯和发行人。即便過世之後，他依然掛名發行人。1952年，《明鏡》週刊遷至汉堡，並發行《经理杂志》（Manager Magazin）。

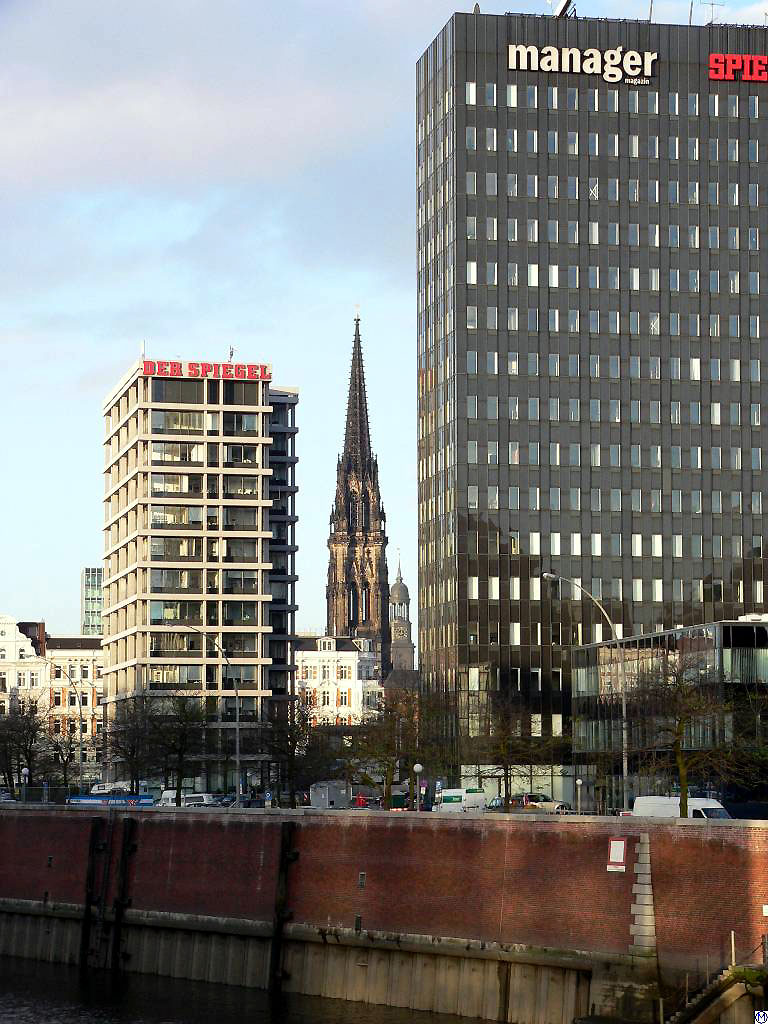
《明镜》週刊出版社（汉堡）

从《明镜》创刊开始就充满了压力与争论，其与英国的主管一直在发行权的问题上纠缠不清。当《明镜》还没有成为德国的大众传媒领导者之前，该杂志就开始影响者公众的观点。经历过1950年—1960年十年“民主突击炮”事件之后，《明镜》在德国传媒界站稳脚跟，成为真正的主流杂志。
之后，《明镜》最大的竞争对手《焦点》杂志开始出版，《焦点》以其中性的观点赢得了不少的读者群。但是即便这样，《明镜》杂志自始以来都没有改变自己的宗旨，还是以其批判性的特点拥有着大量的读者群。
1994年10月25日，《明镜》网络版“明镜在线”（Spiegel Online，简作SPON）上线。据SPIEGEL-Verlag Rudolf Augstein GmbH & Co. KG介绍，《明镜》是世界上第一本网络新闻杂志，比《时代》週刊网络版早上线一天。读者可以在该网站看到部分文章。
2002年起，如果读者繳交一定的费用，就可以看到从第一版以来所有的《明镜》。2004年10月，“明镜国际”（Spiegel International）上线，它是“明镜在线”的官方英语版本。

## 民主堡垒
在1950年到1960年的十年当中，作为与现有政治体制制衡的力量，由奥格斯坦率领的《明镜》週刊首先批評政府，写了大量十分尖锐的政治评论，奥格斯坦与联邦政府抗争的十年在德国历史上被称做后纳粹德国（Post-Nazi Germany）的“民主突击炮”（Sturmgeschuetz der Demokratie）。前德国副总理兼外交部长汉斯-迪特里希·根舍（Hans-Dietrich Genscher）曾这样评价奥格斯坦：“如果没有他，我们国家会完全不同，绝对不会如此自由开放”。《泰晤士报》称《明镜週刊》是“德意志的民主堡垒”。

## 调查报导
《明镜》杂志在揭露政治不端行为和丑闻方面有着独特的声誉。《大英百科全书》网络版认为，“该杂志以其对政府渎职和丑闻的积极、有力和精心撰写的揭露而著称”。早在1950年，该杂志便得到了德国联邦议会的认可。该议会就对《明镜》的指控——指控受贿的国会议员推动波恩而非法兰克福成为西德政府所在地，进行了调查，并证实了它的指控属实。
在1962年的“明镜事件”中，《明镜》对联邦国防部进行报道，批评其应对苏联的军事威胁准备不足。为此，时任德国国防部长弗朗茨·约瑟夫·施特劳斯以叛国罪动用執法力量拘捕多名明镜记者编辑实施，并通过私人关系联络德国驻西班牙外交官将《明镜》週刊创始人和总编奥格斯坦从西班牙跨国抓捕回国。这一事件引发西德民主危机。随后，西德境内各界人士发动抗议，报界人士超越政见不同联合表达抗议，逼迫康拉德·阿登纳改组内阁，施特劳斯下台，使得德国战后的民主制度经受住了首次重大考验。这一事件被普遍认为是西德政府打壓新闻自由。此后，《明镜週刊》多次在揭露包括“弗利克事件”（Flick affair）在内的政治冤情和不法行为方面发挥了重要作用。
“明镜丑闻事件”让德国人尤其是西德人铭记于心，它是西德历史上的一个根本转折点，民众进行了第一次大规模游行示威与抗议，它改变了战后德国的政治文化——顺从的公民温顺地听从上级命令的传统完全被打破，是西德从一个从旧的专制国家（alter Obrigkeitsstaat; authoritarian state）到现代民主国家的转折点。
2010年，《明镜》杂志与《卫报》、《纽约时报》、《国家报》、《世界报》一起支持维基解密公布美国国务院的泄密材料，并于2013年10月在前美国国家安全局承包商爱德华·斯诺登的帮助下，揭露了德国总理默克尔的私人手机在10多年的时间里被特殊搜集服务（Special Collection Service，SCS）系统性窃听的真相。
随着《南德意志报》、《图片报》、ARD和ZDF等德国媒体开始涉足政治丑闻领域并有效处理此类新闻后，《明镜》杂志在调查报导（Investigative journalism）方面的领导角色与垄断地位在2013年被打破。

## 批评与争议

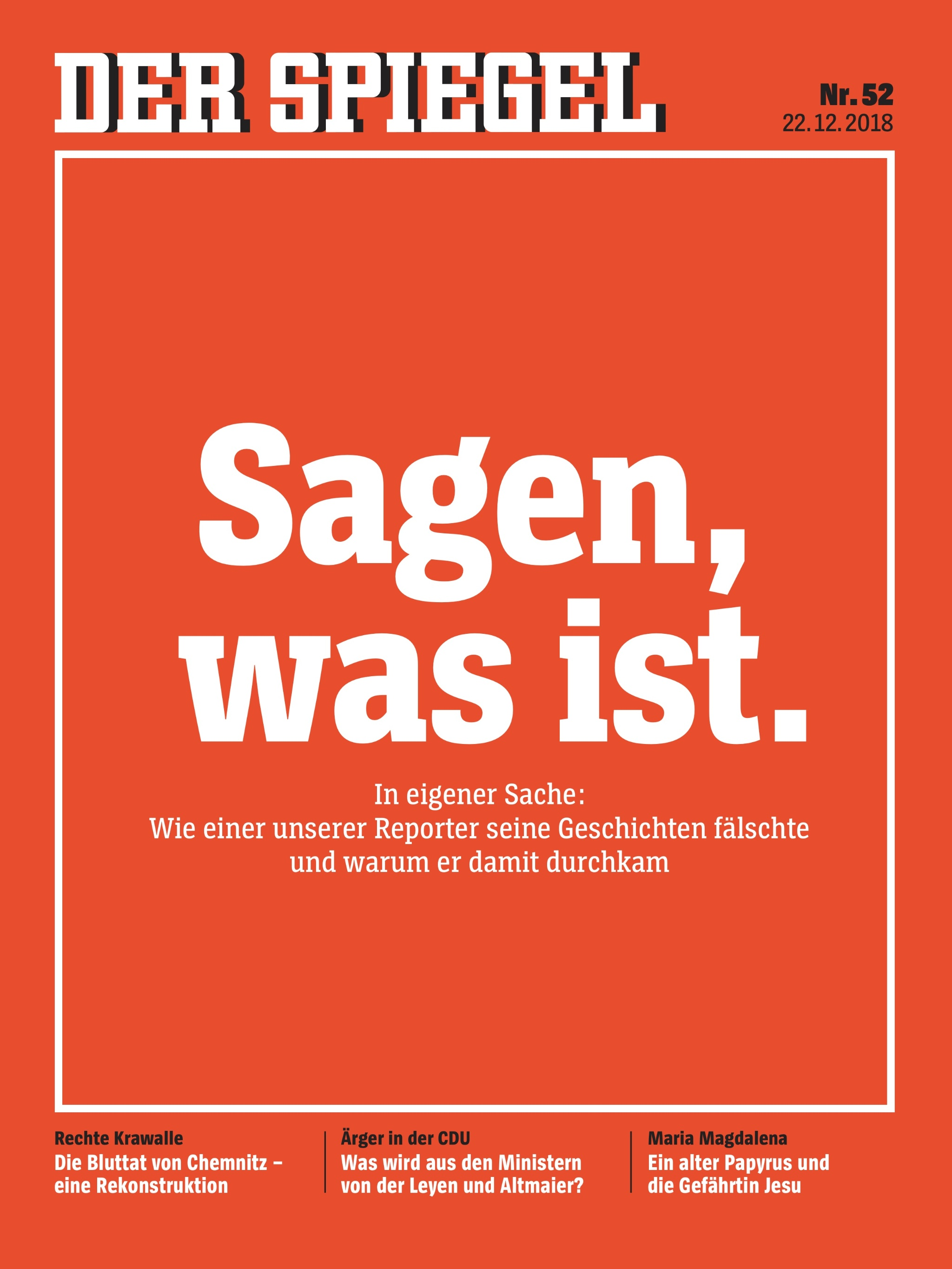
《明镜》週刊2018年第52期。该期杂志中，《明镜》对自家的假新闻事件进行了更详细的报道。

2018年12月19日，《明镜》週刊爆出丑闻，称该杂志社一名获奖记者克拉斯·雷洛蒂斯在过去数年大规模制造假新闻。该刊发现，最近数年由该名记者所撰写的多篇新闻，内容都是假的。《明镜》向读者道歉，自2011年由该记者所写的大约60篇报道中，有一些是准确的，但其他都是杜撰、错误引述的。
自2011年起，雷洛蒂斯为《明镜》工作，最初以自由记者身份为该杂志供稿，2017年被聘为编辑，共有近60篇稿件在《明镜》週刊上登载或在线发表，他承认当中最少有14篇含有部分虚假内容、虚构人物、对话和引述内容，部分报道曾经获奖，包括2014年CNN年度最佳记者、德国记者协会举办的年度最佳记者。《明镜》在网站发表声明，宣布革除记者雷洛蒂斯的职务。该事件也沉重打击《明镜》的声誉，震动了德国新闻界。杂志主编斯蒂芬·克鲁斯曼（Steffen Klusmann）为首的总编部承认，这可能是《明镜》最大的新闻危机。

## 中國大陸網路封鎖
依據GreatFire測試，其網站在中國大陸被當局的網墻封鎖，即當地網民無法正常訪問該網站，2019年7月或更早起持續遭受封鎖至今。